# Columbia
Columbia (în spaniolă Colombia), oficial Republica Columbia (República de Colombiaⓘ) este o țară din partea de nord-vest a Americii de Sud, mărginită la nord-vest cu Panama, la est cu Venezuela și Brazilia, la sud cu Ecuador și Peru, la vest cu Oceanul Pacific și la nord cu Marea Caraibelor. Se recunoaște că statul Columbia are și frontierele maritime cu Jamaica, Haiti, Republica Dominicană, Nicaragua, Honduras și Costa Rica. Capitala Columbiei este Bogotá.
Columbia este al 26-lea stat al lumii și al patrulea al Americii de Sud după suprafață (precedat de Brazilia, Argentina și Peru), având o suprafață mai mare de două ori decât cea a Franței. Considerând întreaga Americă Latină, doar Brazilia și Mexic au o populație mai mare decât cea a Columbiei.

## Istorie

### Epoca precolumbiană

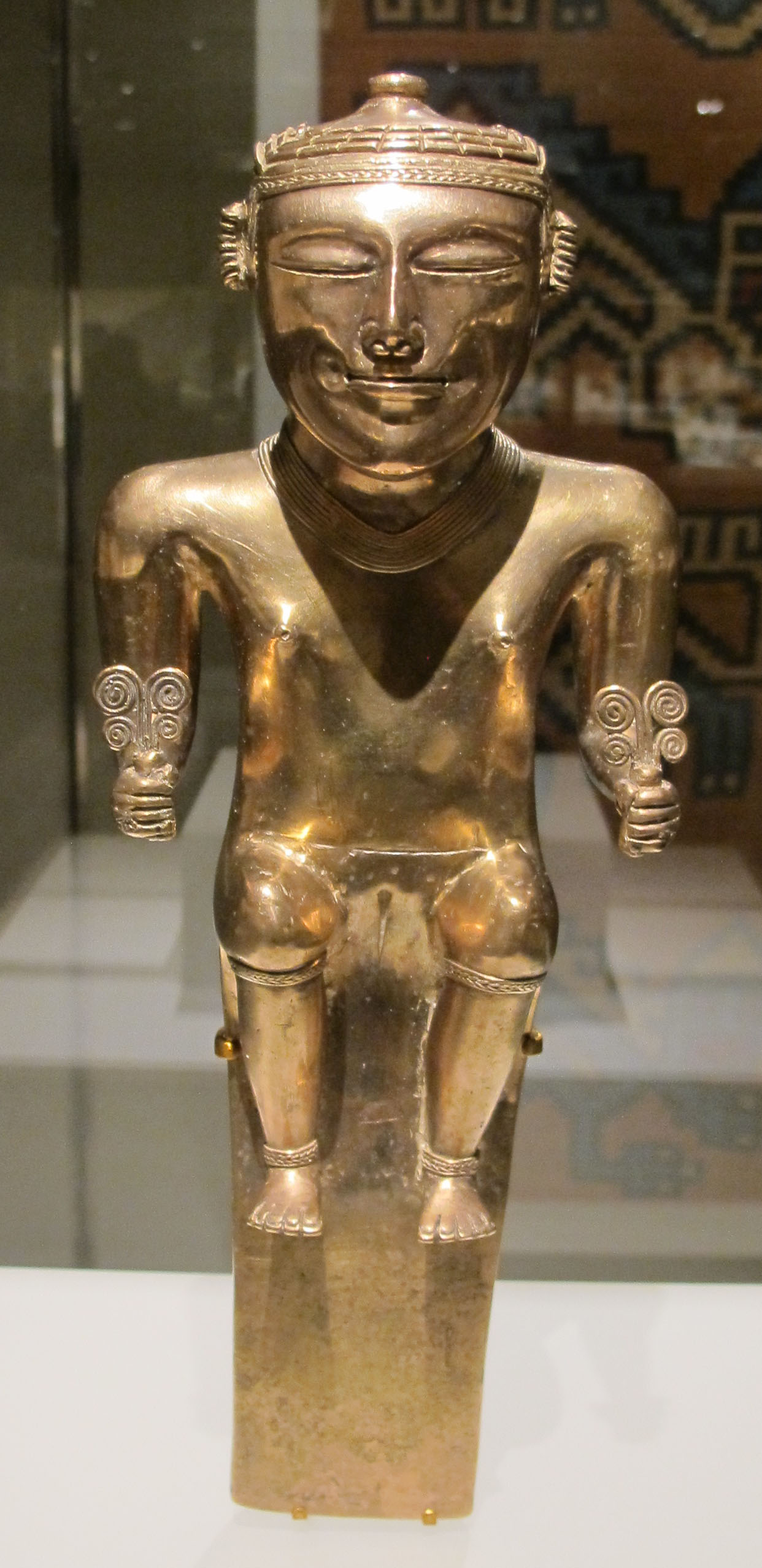
Figurină precolumbiană de aur din Columbia expusă la Metropolitan Museum of Art din New York, SUA

Primele mărturii ale prezenței umane în aceste locuri datează din 1450 BC, când era deja semnalată activitate culturală în apropiere de Bogotá actuală. În 1000 BC, grupuri de amerindieni dezvoltă un sistem politic "cacicazgos" cu o structură piramidală a puterii, în special cazurile populațiilor Muisca și Chibcha. Se considera cel mai avansat sistem politic în America de Sud, după Inca.

### Dominația spaniolă
Spaniolii au explorat litoralul Caraibian în 1500 conduși de Rodrigo de Bastidas. În 1508 Vasco Nuñez de Balboa a început cucerirea teritoriului prin regiunea Urabá. În 1513 a ieșit la Oceanul Pacific, pe care l-a numit „Marea Sudului”. Nuñez a extins dominația spaniolă în Peru și Chile. În 1525 a fost fondat primul oraș european în Americi, Santa María la Antigua del Darién situat pe teritoriul actual al departamentului Choco. Populația era compusă în principal de sutele de triburi Chibchan și Karib, astăzi cunoscuți fiind numiți Caraibi, pe care spaniolii i-au cucerit prin război, în timp ce bolile, exploatarea, și cucerirea în sine a dus la o importantă reducere demografică în rândul indigenilor. În sec. 16 europenii au început să aducă sclavi din Africa. Pentru recunoașterea drepturilor acestora s-a implicat călugărul iezuit Pere Claver, ulterior canonizat și declarat patron al Columbiei.

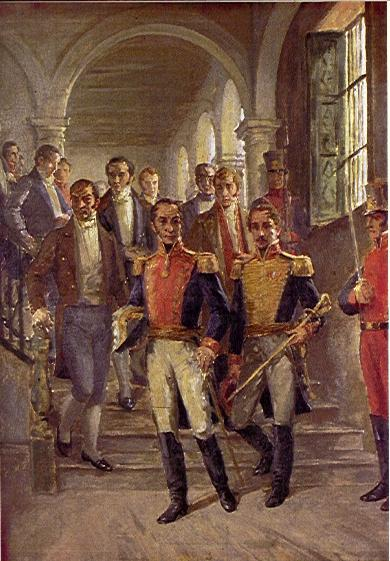
Congresul din Cucuta, Simon Bolivar și Francisco de Paula Santander

### Independența
De la începutul perioadelor de colonizare și cucerire, au fost câteva mișcări rebele sub dominația spaniolă, majoritatea au fost strivite sau au rămas prea slăbite pentru a schimba situația în general.
Ultima rebeliune, care a condus la proclamarea independenței față de Spania, a izbucnit în jurul anului 1810. Condusă de Simón Bolívar și Francisco de Paula Santander, rebeliunea a culminat victorios în anul 1819, când teritoriul Viceregatului Noua Granada a devenit Republica Columbia Mare. A fost organizată ca o confederație cu Ecuador, Venezuela și Panama, care a fost departament al Columbiei până în 1903.
Diviziunea politică și teritorială internă a dus la separarea statelor Venezuela și Quito (actualmente Ecuador) în 1830. La acea vreme așa-numitul "Departament Cundinamarca" a adoptat numele "Nueva Granada", nume pe care l-a păstrat până în 1856 când a devenit "Confederación Granadina" (Confederația Grenadină). În 1863 au fost create "Statele Unite ale Columbiei", uniune statală care a durat până în 1886, când țara a fost din nou redenumită Republica Columbia. Diviziunea internă rămânea puternică, ceea ce a alimentat războaie civile foarte sângeroase. Aceasta a contribuit la separarea, finanțată de Statele Unite, a statului Panama în 1903. După aceasta s-a instaurat o perioadă de liniște și stabilitate politică.

### Epoca contemporană
La sfârșitul anilor 1940 a izbucnit o noua revoltă, alimentată de tensiunile crescânde, motivate de asasinarea liderului Jorge Eliécer Gaitán. Această mișcare este cunoscută în istorie ca La Violencia ("Violența") și a cauzat moartea a aproximativ 200,000 columbieni. 
În deceniile recente în Columbia au izbucnit noi conflicte alimentate de felurite grupuri de presiune și interes: cartelurile traficanților de droguri, gherilele armate (Fuerzas Armadas Revolucionarias de Colombia - Forțele Aramate Revoluționare ale Columbiei F.A.R.C.) și forțele paramilitare (Autodefensas Unidas de Colombia - Autoapărarea Unită a Columbiei A.U.C.), degenerând adesea în conflicte interne sângeroase.
În ultimii ani au fost implementate diferite inițiative menite să reducă criminalitatea. În timpul administrației președintelui Andrés Pastrana Arango (1998-2002), s-au dus negocieri cu F.A.R.C. care au avut rezultate parțiale. S-a pus în aplicare Planul Columbia, cu scopul dublu , de a termina conflictul armat și de a promova o puternică strategie antidrog. În perioada următoare, sub președinția lui Alvaro Uribe, s-au exercitat presiuni asupra grupurilor armate, aceasta având ca efect diminuarea răpirilor și o ameliorare a indicilor privind criminalitatea.

## Geografie

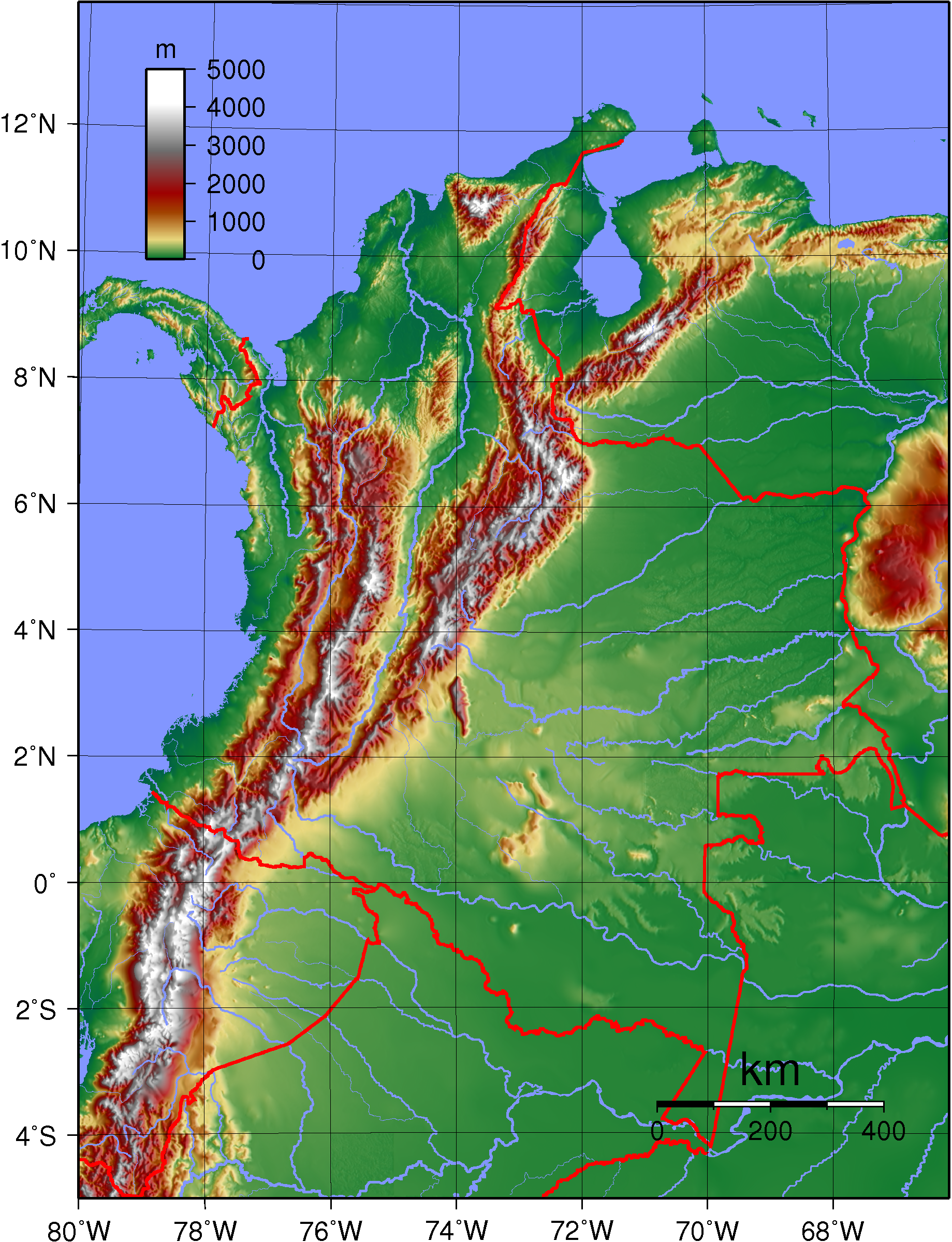
Harta fizică a Columbiei

Așezată în nord vestul Americii de Sud (4 00 N, 72 00 W) și parțial în sudul Americii Centrale. Unica țară din America de Sud care are ieșire la ambele oceane: Atlantic cu 1.760 km și Pacific cu 1.448 km. Hotare: Nord Marea Caraibilor (hotar maritim cu Jamaica, Haiti și Republica Dominicană). Vest cu Panama (225 km) și hotar maritim cu Costa Rica și Guatemala. Sud cu Ecuador (590 km), Peru (1.496 km) și Brazilia (1.643 km). Est cu Brazilia și Venezuela (2.050 km).
Cu suprafața de 1.138.910 km2 Columbia este a patra țară, ca mărime în America de Sud, după Brazilia, Argentina și Peru și a șaptea în Americi. Din toată suprafața, pământul ocupă 1.038.700 km² iar apele au 100.210 km².

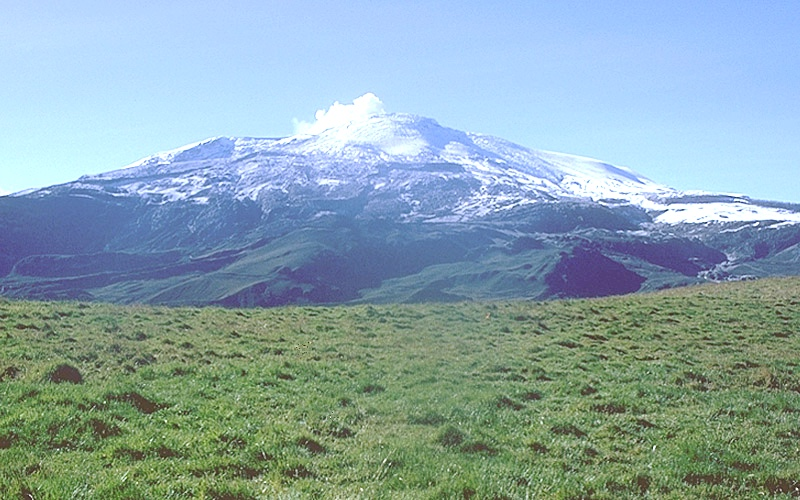
Vulcanul Nevado de Ruiz

Teritoriul continental e divizat în patru mari regiuni geografice: Anzii (compus din trei lanțuri muntoase: Cordiliera de vest, Cordiliera Centrală și Cordiliera de Est); Partea orientală a țării este caracterizată de terenuri joase și câmpii plane. Această parte e foarte împădurită și brăzdată de multe râuri ca Putumayo, Yapura, Meta, Guaviare, care se revarsă fie în Orinoco, fie în Amazon. Deasupra peisajului tropical tronează vulcani cu piscuri veșnic acoperite de zăpadă, care depășesc chiar și 5.000 de metri. Cel mai înalt vârf din Columbia (Cristóbal Colón, 5.775 m) se află în partea nordică a unui alt masiv, Sierra Nevada de Santa Marta.
De asemeni, Columbia deține un arhipelag în Marea Caraibilor (San Andres, Providencia și Santa Catalina) care formează teritoriul departamentului San Andrés și Providencia, și alte insule în Oceanul Atlantic și Oceanul Pacific.
Clima este caldă pe ambele coaste ale oceanelor, și în câmpiile orientale, în munți temperatura variază în funcție de altitudine: cald (sub 900m.), temperat (900m.-1980m.), rece (1980m. – 3500m.).
Anzii Cordilieri pe teritoriul  Columbiei se întind din sud-vest, de la hotar cu Ecuador până în nord-est, la hotarul cu Venezuela. Masivul Columbian compus din trei cordeliere: Occidentală, Centrală, Orientală, și două vai Magdalena și Cauca, străbătute de râurile cu același nume. Cel mai înalt munte se află însă în câmpia caraibeană, piscul Cristobal Colon (5,775 m) și piscul Simon Bolivar (aceeași înălțime).
Partea de est a Columbiei, compusă din savană și păduri tropicale ocupă mai bine de jumătate din suprafața țării.
Tradițional sunt considerate cinci regiuni naturale Regiunea Anzi, Regiunea Caraibe, Regiunea Pacific, Regiunea Orinoco, Regiunea Amazon. Unii oameni includ de asemenea Regiunea Insulară, separat de regiunile costale (P
Clima este caldă pe ambele coaste ale oceanelor, și în câmpiile orientale, în munți temperatura variază în funcție de altitudine: cald (sub 900m.), temperat (900m.-1980m.), rece (1980m. – 3500m.). Anzii Cordilieri pe teritoriul Columbiei se întind din sudvest, de la hotar cu Ecuador până în nord-est, la hotarul cu Venezuela. Masivul Columbian compus din trei cordeliere: Occidentală, Centrală, Orientală, și două vai Magdalena și Cauca, străbătute de râurile cu același nume. Cel mai înalt munte se află însă în câmpia caraibeană, piscul Cristobal Colon (5,775 m) și piscul Simon Bolivar (aceeași înălțime). Partea de est a Columbiei, compusă din savană și păduri tropicale ocupă mai bine de jumătate din suprafața țării. Tradițional sunt considerate cinci regiuni naturale Regiunea Anzi, Regiunea Caraibe, Regiunea Pacific, Regiunea Orinoco, Regiunea Amazon. Unii oameni includ de asemenea Regiunea Insulară, separat de regiunile costale (Pacific, Caraibe).

## Politică

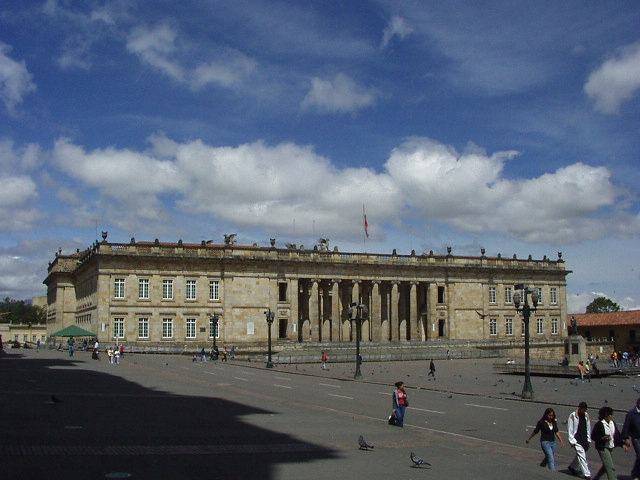
Clădirea congresului în Bogotá

### Putere legislativă
Putere legislativă columbiană este compus din două camere, Camera Reprezentanților (spaniolă Cámara de Representantes) cu 166 locuri, și camera Senatului (Senado de la República de Colombia) cu 102 locuri. Amblele camere constituie Congresul Republicii Columbia (sau simplu Congres, Congreso de la República de Colombia). Camerele Congresului la rândul lor se divizează în comisii, comitete, și subcomisii, pentru a discuta subiecte concrete. Membrii Congresului sunt aleși prin vot popular, pentru un mandat de 4 ani. De asemenea, columbienii mai aleg deputați in consiliile municipale, și departamentale. Fiecare departament are propriul Congres (Asamblea Departamental), care reprezintă puterea legislativă la nivel departemental. Următorul nivel legislativ este reprezentat de Consiliile Municipale, prezente în toate orașele columbiene. Fiind membru al Comunității Sud-Americane a Națiunilor, Columbia are roluri legislative și în această organizație.

### Putere executivă

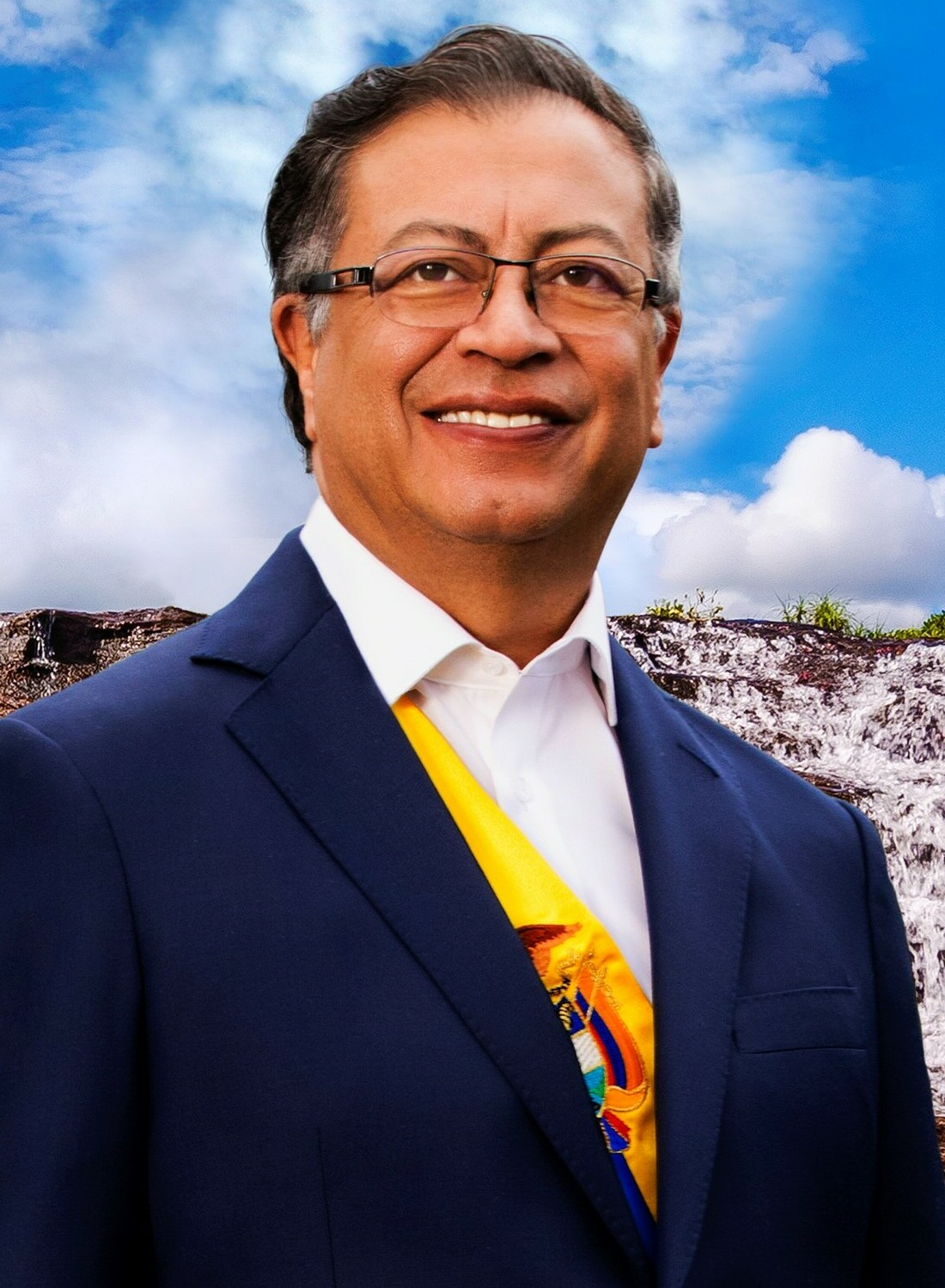
Gustavo Petro, președintele Columbiei

Columbia este o republică unde puterea executivă domină structura guvernamentală. Președintele este ales prin vot popular, pentru un mandat de 4 ani, și funcționează atât ca șef de stat, cât și de guvern. Poate exercita 2 mandate consecutive, conform ultimilor amendamente aduse la constituție. Guvernatorii departamentelor, primarii, și alți funcționari executivi, sunt aleși pentru 3 ani, și nu pot fi realeși imediat.
În timpul primului mandat al președintelui Álvaro Uribe, începând cu 2002 Ministerele au fost restructurate. Președintele a redus birocrația prin fuzionarea mai multor ministere, desemnând Departamentelor Administrative funcții ale ministerelor dispărute. Acum Consiliul Miniștrilor arată în felul următor:
- Ministerul de Interne și Justiție
- Ministerul Finanțelor și Creditului Public
- Ministerul Afacerilor Externe
- Ministerul Apărării Naționale
- Ministerul Protecției Sociale
- Ministerul Agriculturii și a Dezvoltării Rurale
- Ministerul Comerțului, al Industriei, și al Turismului
- Ministerul Educației Naționale
- Ministerul Mineritului și al Energiei
- Ministerul de Transport
- Ministerul Telecomunicațiilor
- Ministerul Mediului, al Locuințelor și al Dezvoltării Regionale
- Ministerul Culturii

### Putere judecătorească
În 1990, în Columbia s-au produs reforme substanțiale în justiție, și a început un proces de trecere de la sistemul inchizițional la sistemul acuzatorial. În unele zone, sistemul deja a fost implementat, urmând ca ulterior să fie extins în toată țara. Sistemul juridic este dirijat de Curtea Constituțională, și membrii sunt aleși de Congres din nominații făcuți de Președinte, și alți tribuni de rang înalt.

### Diviziunea administrativă
Conform Constituției din 1991, Columbia este compusă administrativ din 32 departamente, și un district capital, în rang departamental. Fiecare departament este condus de un guvernator ales pe un termen de 4 ani. Departamentele au propriul legislativ, și servicii publice, care emite Ordonanțe obligatorii, în teritoriul său de jurisdicție.
Fiecare departament e constituit din municipalități, conduse de un primar (alcade) ales pe o perioadă de patru ani. La rândul lor municipalitățile sunt compuse din corregimento-uri, conduse de un lider local (corregidor)
Teritoriile indigene, în Columbia, au fost create de comun acord între guvern și comunitățile indigene. Aceste teritorii ocupă, în Columbia o arie de 30 845 231 hectare, și sunt situate preponderent în departamentele Amazonas, Cauca, La Guajara, Guaviare Vaupes, și altele.

Departamentele Columbiei
|    | Department | Capitala     |
| 1  | Amazonas   | Leticia      |
| 2  | Antioquia  | Medellín     |
| 3  | Arauca     | Arauca       |
| 4  | Atlántico  | Barranquilla |
| 5  | Bolívar    | Cartagena    |
| 6  | Boyacá     | Tunja        |
| 7  | Caldas     | Manizales    |
| 8  | Caquatá    | Florencia    |
| 9  | Casanare   | Yopal        |
| 10 | Cauca      | Popayán      |
| 11 | Cesar      | Valledupar   |

|    | Department         | Capitala              |
| 12 | Chocó              | Quibdó                |
| 13 | Córdoba            | Montería              |
| 14 | Cundinamarca       | Bogotá                |
| 15 | Guainía            | Inírida               |
| 16 | Guaviare           | San José del Guaviare |
| 17 | Huila              | Neiva                 |
| 18 | La Guajira         | Riohacha              |
| 19 | Magdalena          | Santa Marta           |
| 20 | Meta               | Villavicencio         |
| 21 | Nariño             | Pasto                 |
| 22 | Norte de Santander | Cúcuta                |

|    | Department                | Capitala       |
| 23 | Putumayo                  | Mocoa          |
| 24 | Quindío                   | Armenia        |
| 25 | Risaralda                 | Pereira        |
| 26 | San Andrés și Providencia | San Andrés     |
| 27 | Santander                 | Bucaramanga    |
| 28 | Sucre                     | Sincelejo      |
| 29 | Tolima                    | Ibagué         |
| 30 | Valle del Cauca           | Cali           |
| 31 | Vaupes                    | Mitú           |
| 32 | Vichada                   | Puerto Carreño |
| 33 | Districtul Capital Bogotá | Bogotá         |

## Economie

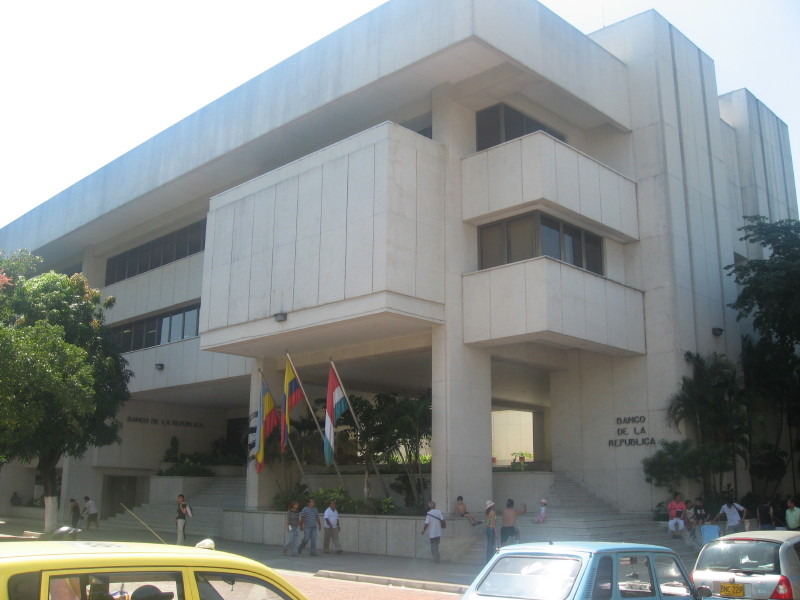
Banca Republicii

După decenii de creștere stabilă a PIB, Columbia a intrat în recesiune în 1999, refacerea a fost îndelungată și dureroasă. Columbia se confruntă cu o cerere internă și externă redusă, și conflicte armate interne serioase. 
Principalele produse columbiene pentru export petrolul și cafeaua au un viitor incert din cauza diminuării extracției de petrol și prețului mic al cafelei pe piața internațională. În aceste condiții sunt necesare noi explorări petroliere. Balanțele comerciale ale Columbiei ating niveluri record, atât exportul cât și importul. 
Câteva instituții financiare internaționale au apreciat reformele economice introduse de Uribe, care includ reducerea deficitului sectorului public sub 2,5% din PIB. Datorită politicilor  economice guvernamentale în 2003 a fost înregistrată o creștere economică printre cele mai mari în America de Sud. 
Distribuția pentru activitate economică în 2005 a fost:
- agricultură - 13,9%
- industrie - 30,3%
- servicii - 55,8%

## Societatea

### Demografie

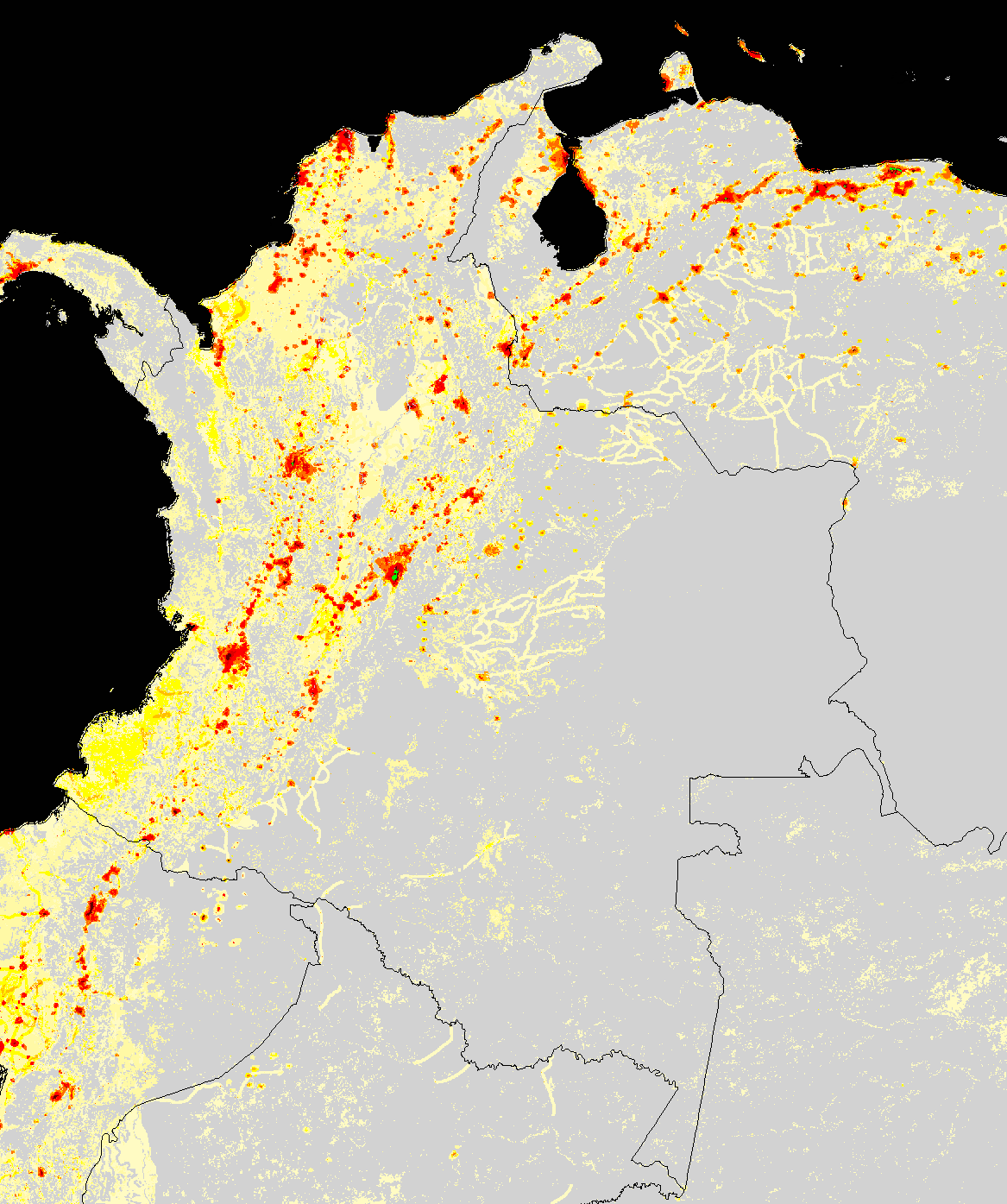
Densitatea populației în Columbia

Cu o populație ce depășește ușor 43 milioane locuitori, situată a patra, după Statele Unite, Brazilia și Mexic, ca număr al populației.
Mișcările migratoare din părțile rurale în cele urbane erau foarte active la mijlocul secolului al XX-lea, dar au scăzut în intensitate. Populația urbană a crescut de la 31% în 1938, la 57% în 1951, ajungând la 70% în 1990. Actual cifra este estimată în jurul a 77%. O treime din orașe au o populație de mai bine de 100.000 locuitori. Nouă departamente estice, care constituie aproximativ 54% din suprafața țării sunt extrem de nepopulată, densitatea fiind sub o persoană/pe kilometru pătrat. Populația totală a Columbiei, conform Raportului Dezvoltării Umane, elaborat de Națiunile Unite, este evaluată că va atinge 52 milioane către anul 2015.
Diversitatea etnică în Columbia este rezultatul interacțiunii dintre indigeni, coloniști spanioli, africani. În prezent distribuția grupurilor etnice are următoare formă, 
- metiși 51%
- europeni 35%
- africani 10,6%
- indigeni 3,4%

### Religie
- catolici (90%)
- protestanți (2,5%)

### Cultură

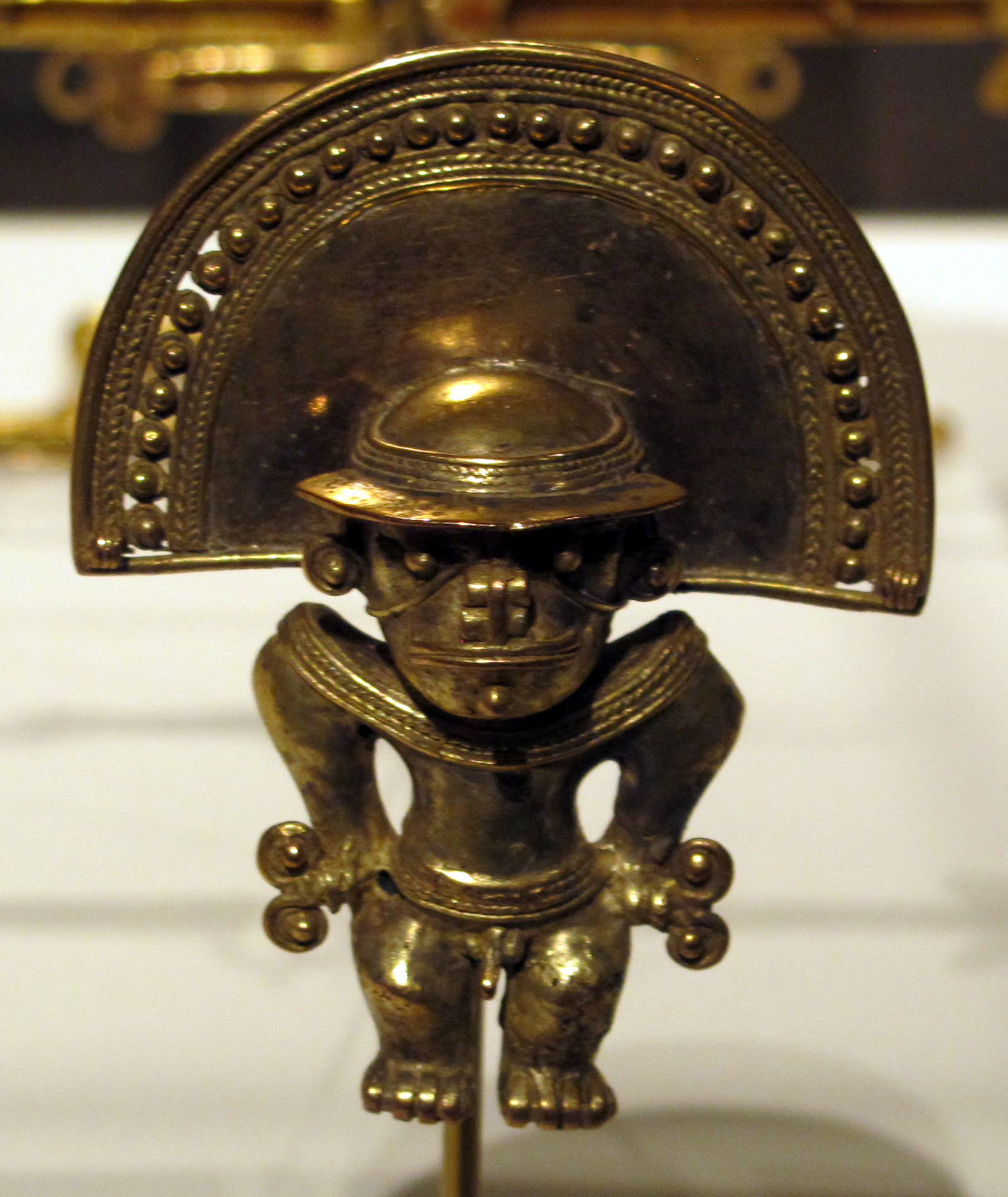
Figurină de aur, precolumbiană a civilizației quimbaya din Columbia expusă în Metropolitan Museum of Art din New York, SUA

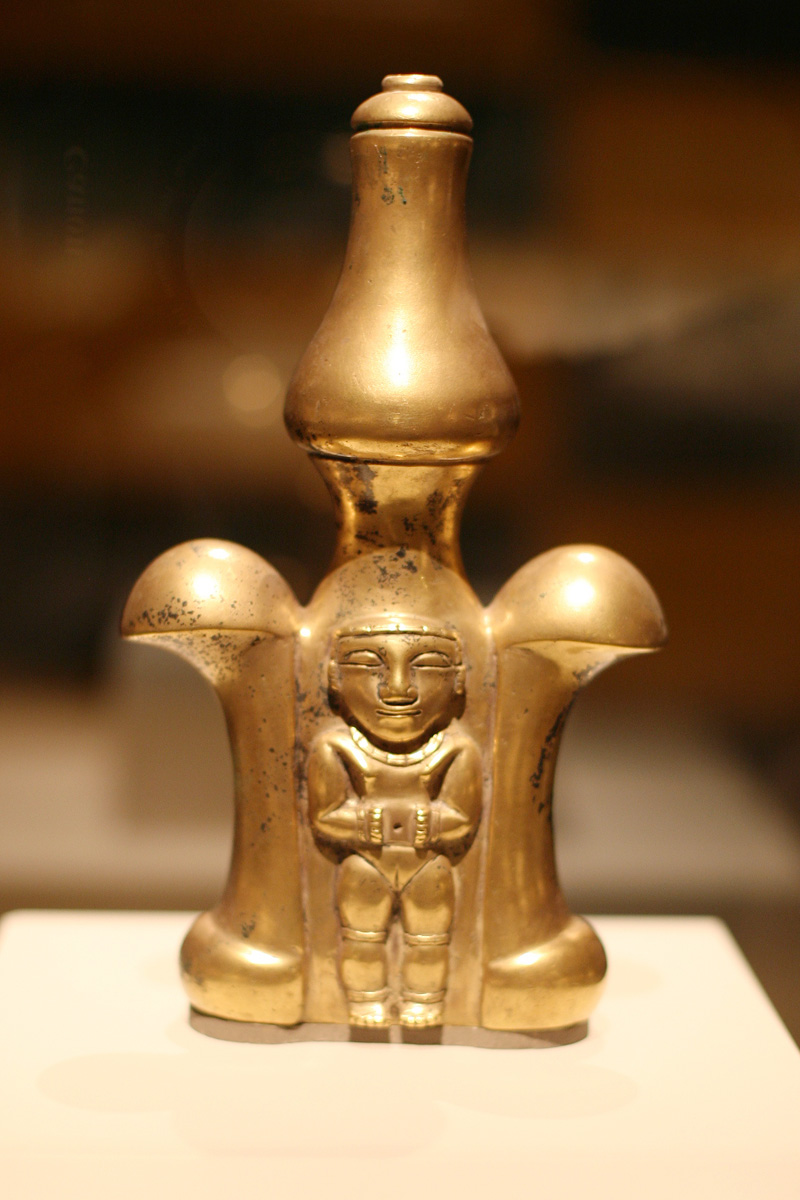
Sticluță de aur a civilizației quimbaya din Columbia expusă în Metropolitan Museum of Art din New York, SUA

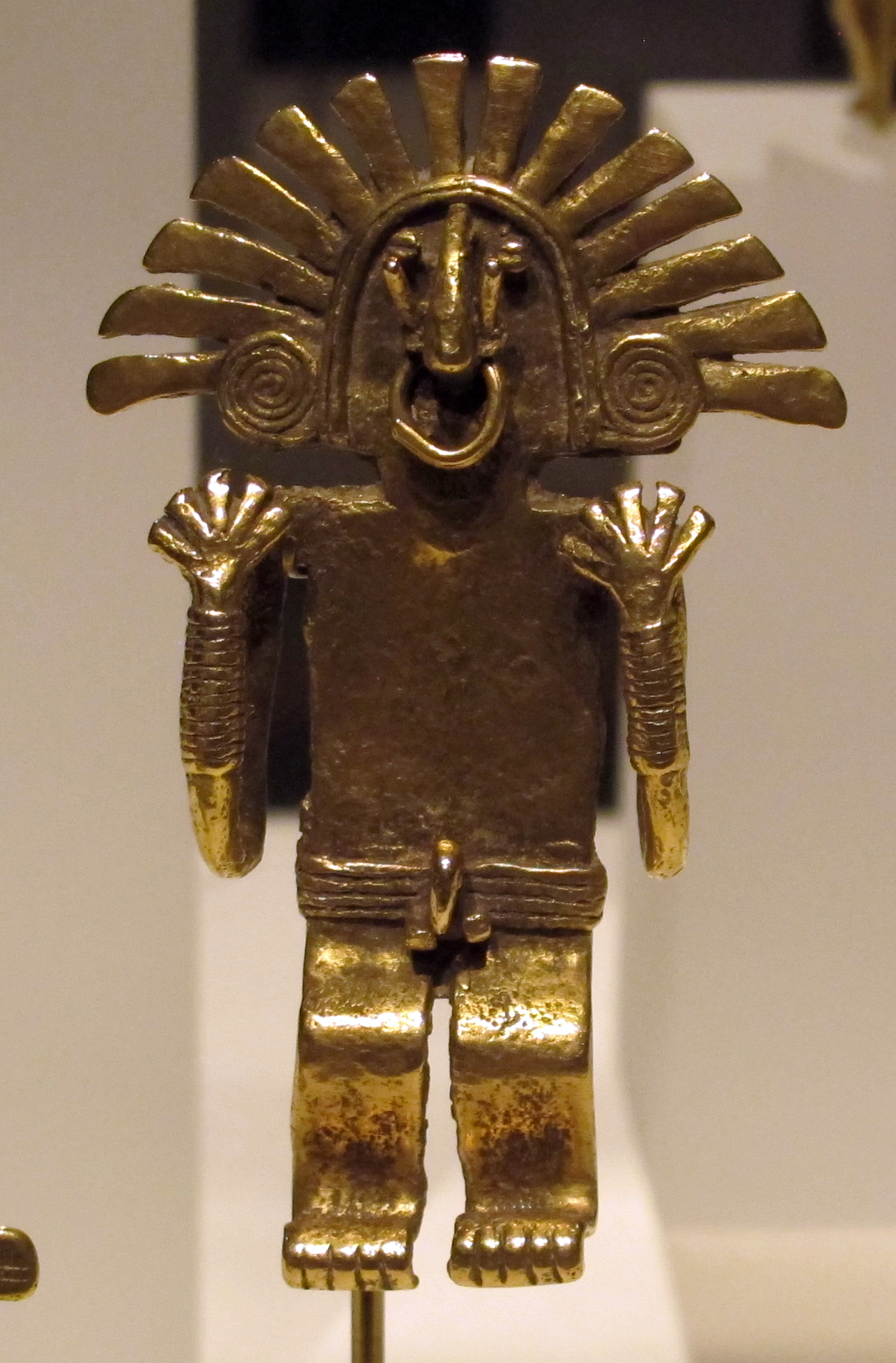
Figurină antropomorfă și precolumbiană de aur, din Columbia, expusă în Metropolitan Museum of Art din New York, SUA

Cultura Columbiană, formată prin interpătrunderea mai multor culturi, în special cea indigenă și cea spaniolă. Alături ce aceste două  straturi culturale importante, au mai exercitat influențe, popoarele caraibiene, africanii, și vecinii de pe continentul Sud-American.
Datorită accesibilității relativ dificile în regiuni s-au dezvoltat anumite subclulturi. Subregiunile culturale ale Columbiei sunt:
- "cachacos" (locuitori ai altiplanului).
- "paisas" (locuitorii Antioquiei, și Zonei Cafetere).
- "llaneros" (locuitorii Villavicencio,  și Câmpiilor Orientale).
- "vallunos" (locuitorii zonei Văii Cauca).
- "costeños" (locuitorii Coastei Caraibene)[10]

#### Muzică
Muzica tradițională, columbiană prezinză o mixtură de influență africană, indigenă și europeană, spaniolă în special. Formele moderne ale muzicii columbienie sunt influențate de curentele provenite din Statele Untie și Caraibe (în special Cuba, Trinidad și Tobago, Jamaica)
Bambuco este considerat genul național al Columbiei, din motive că a aparținut popoarelor ce locuiau aceste locuri dinaintea perioadei precoloniale.
Columbia s-a dezvoltat prin interpătrunderea culturii spaniole și a sclavilor lor negri. În sec. XIX, sclavia a fost abolită și grupurile etnice s-au contopit mai profund. 
Stilurile muzicale dominante în acea vreme au fost, bambuco, vallenato și porro. Când valsul a devenit o modă, în sec. XIX, în Columbia a fost inventată o versiune locală numită pasillo.

#### Literatură
Originile literare columbiene pot fi trasate până în perioada colonizării spaniole. Momentul publicării, la Madrid, a poemul epic dedicat lui San Igacio de Loyola, scris Hernando Domínguez Camargo, poate fi citat ca începutul literaturii columbiene. Rodríguez Freyle (El Carnero) și călugărița Francisca Josefa del Castillo sunt reprezentați ai curentului mistic. 
În perioada independenței se evidențiază Antonio Nariño, José Fernández Madrid, Camilo Torres Tenorio și Francisco Antonio Zea.
În a doua jumătate a sec. XIX și la începutul sec. XX devine popular curentul costumbrist, având ca exponenți maximi pe Tomás Carrasquilla, Jorge Isaacs y Rafael Pombo (cunoscut pentru literatura pentru copii). În această perioadă autori ca José Asunción Silva , José Eustasio Rivera, León de Greiff, Porfirio Barba-Jacob y José María Vargas Vila dezvoltă curentul modernist.
În anul 1871, în Columbia este fondată Academia Limbii Spaniole în America, prima din America de Sud.
Între anii 1939 și 1940, la Bogota, au fost publicate șapte caiete de poezie, care au avut un impact considerabil în țară. "Piedra y Cielo" au fost editate de poetul Jorje Rojas. 
În deceniul următor, Gonzalo Arango a inițiat mișcare nadaismului, ca răspuns al violențelor din acea epocă, infuențat de nihilism și existențialism.
A urmat boom-ul literaturii latinoamericane. Reprezentații columbieni ai acestei epoci sunt Gabriel García Márquez, premiat cu premiul Nobel pentru O sută de ani de singurătate. Álvaro Mutis, unicul columbian deținător al premiilor Cervantes și Príncipe de Asturias. Alți autori remarcabili sunt Fernando Vallejo (premiul Rómulo Gallegos) și Germán Castros Caycedo autorl cel mai vândut în Columbia după Gabriel García Márquez.

#### Arte plastice

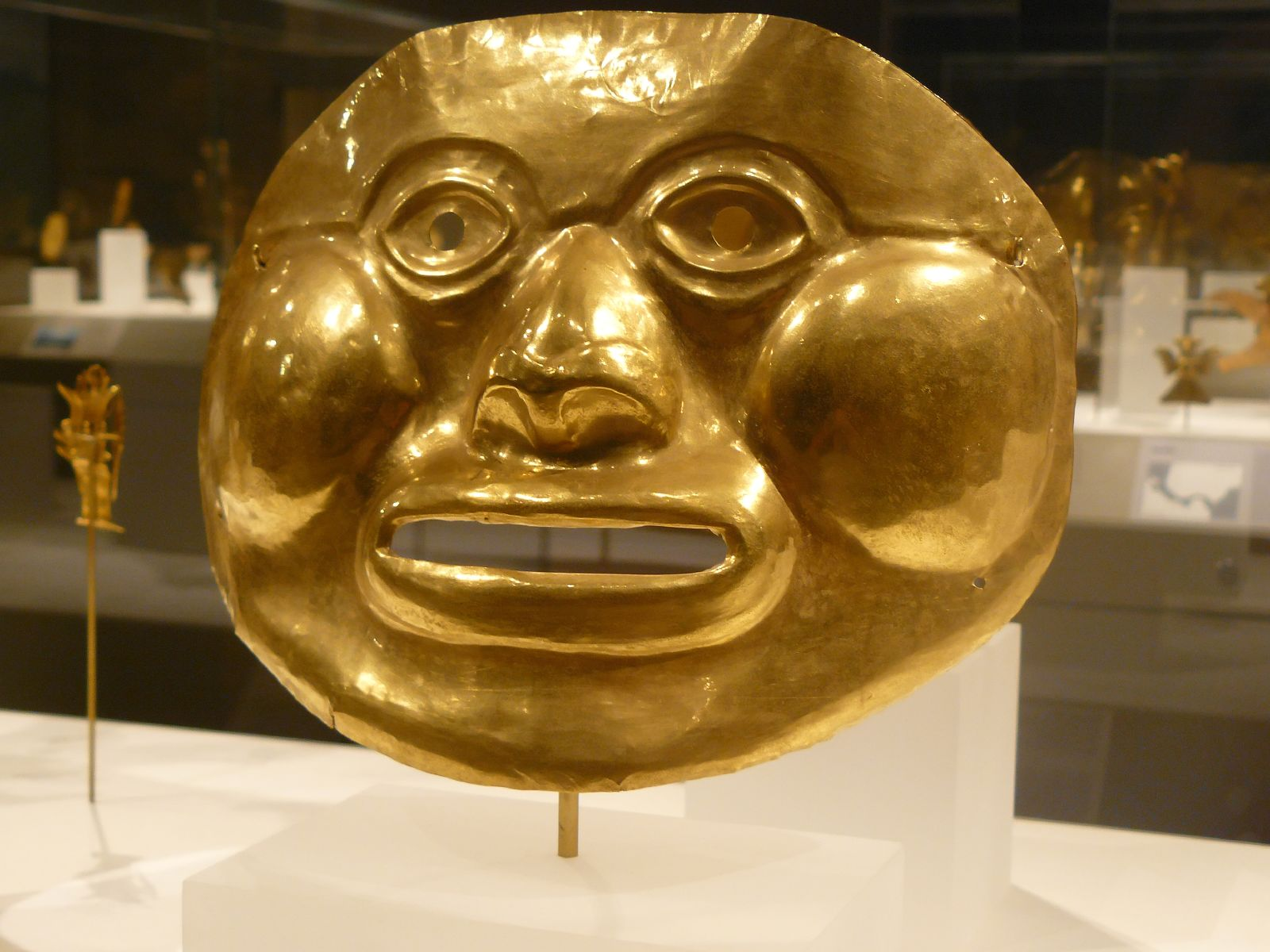
Mască precolumbiană din Columbia confecționată din aur, expusă în Metropolitan Museum of Art din New York, SUA

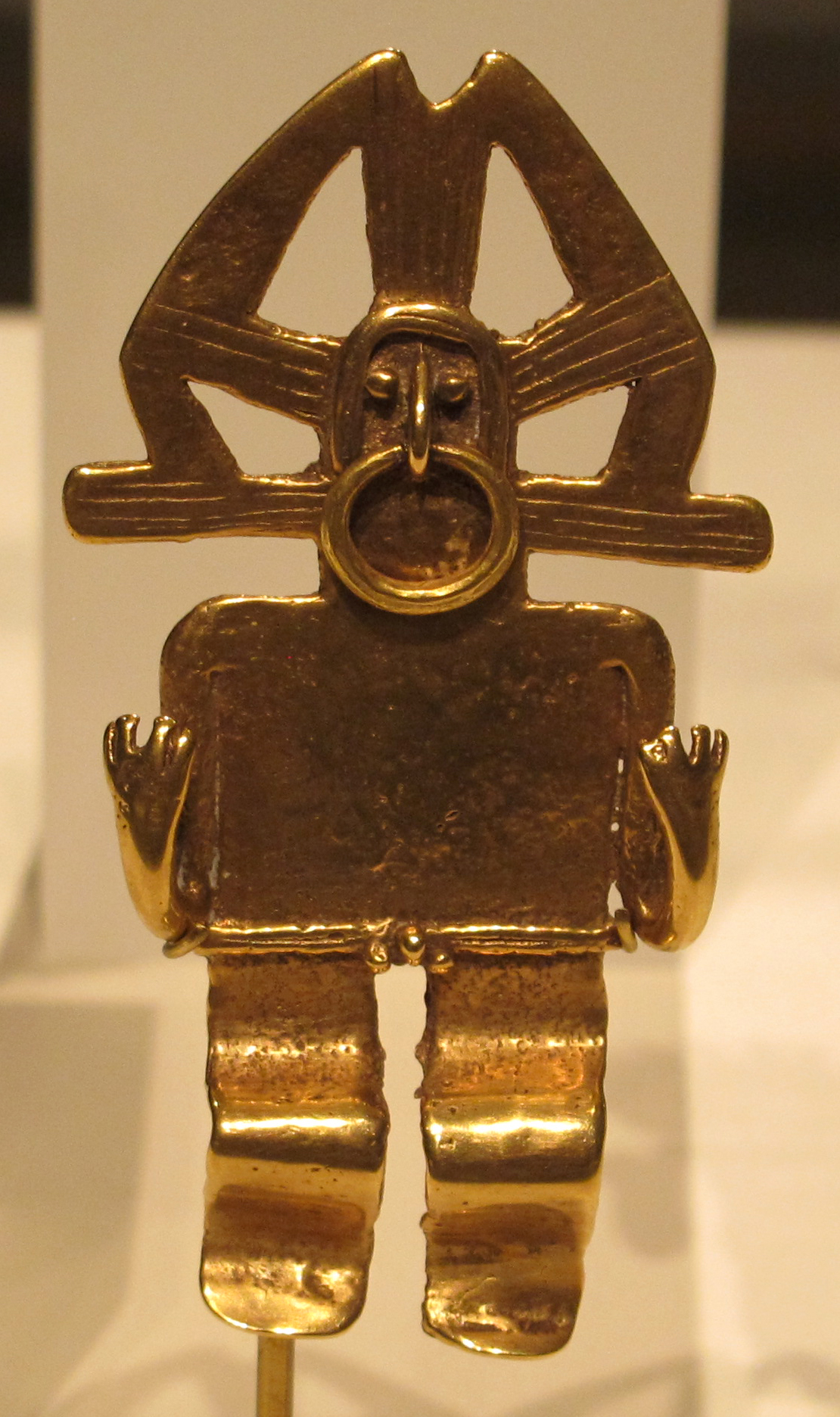
Figurină pre-columbiană din Columbia confecționată din aur, expusă în Metropolitan Museum of Art din New York, SUA

Cultura artelor plastice, în Columbia, are rădăcini adânci, cu origini în preistorie. Cele mai vechi evidențe, în formă de mici statui de aur, care au ajuns până în vremurile noastre, sunt atribuite triburilor Tumaco. Siturile arheologice de pe coasta Pacificului, au furnizat o importantă colecție de artizanat antic. Acestă colecție, lucrată în aur, datează din anul 325 î.e.n., și se află la Muzeul Aurului din Bogotá.
Cultura San Agustin reprezintă un alt aspect al sculpturii indigene, preistorice. Aproximativ între anii 200 î.e.n. și 800 e.n. au fost înălțate centre ceremoniale, sarcofage, și monoliți înalți de piatră. Unele dintre figurile zoomorfe și antropomorfe pot avea până la 5 metri înălțime.
La fel ca și celelalte forme de manifestare culturală, după colonizarea teritoriilor de către spanioli, artele plastice s-au dezvoltat prin joncțiunea culturilor spaniole, indigene, africane.
Artele plastice în Columbia, la momentul independenței nu se deosebeau prea mult față de celelalte colonii. După deschiderea Școlii Naționale de Arte Frumoase, în 1886, începe o formă de academizare a artelor Columbiene. Evenimentul cel mai important pentru artiștii columbieni este Salonul Național al Artiștilor Columbieni.
În arta fotografică, Leo Matiz Espinoza, sa dovedit a fi foarte prodigios, în anul 1949, acesta e recunoscut ca unul dintre cei mai buni zece fotografi ai planetei.

#### Teatru
Festivalul de Teatru Iberoamerican din Bogota

#### Sport
Sportul național al Columbiei este tejo, un sport de echipă care implică lansarea de proiectile pentru a atinge o țintă. Dar dintre toate sporturile din Columbia, fotbalul este cel mai popular. Columbia a fost campioana Cupa Americii 2001, în care a stabilit un nou record, câștigând fiecare meci.
Columbia este un hub pentru patinatorii cu role. Echipa națională este o putere perenă la Campionatele Mondiale de patinaj viteză cu role. Columbia a fost în mod tradițional foarte bună în ciclism și un număr mare de bicicliști columbieni au triumfat în competiții majore de ciclism.
Baseballul este popular în orașe precum Cartagena și Barranquilla. Din acele orașe provin jucători buni precum: Orlando Cabrera, Édgar Rentería, care a fost campion la World Series în 1997 și 2010 și alții care au jucat în Major League Baseball. Columbia a fost campioană mondială de amatori în 1947 și 1965.
Boxul este unul dintre sporturile care a produs mai mulți campioni mondiali pentru Columbia. Sporturile cu motor ocupă, de asemenea, un loc important în preferințele sportive ale columbienilor; Juan Pablo Montoya este un pilot de mașini de curse cunoscut pentru câștigarea a 7 evenimente de Formula 1. De asemenea, Columbia a excelat în sporturi precum BMX, judo, tir, taekwondo, wrestling, sărituri în apă și atletism, având, de asemenea, o lungă tradiție în haltere și bowling.

#### Patrimoniu
Între 1984-2011 pe lista patrimoniului mondial UNESCO au fost incluse 7 obiective culturale sau naturale din Columbia.

## Orașe importante ale Columbiei

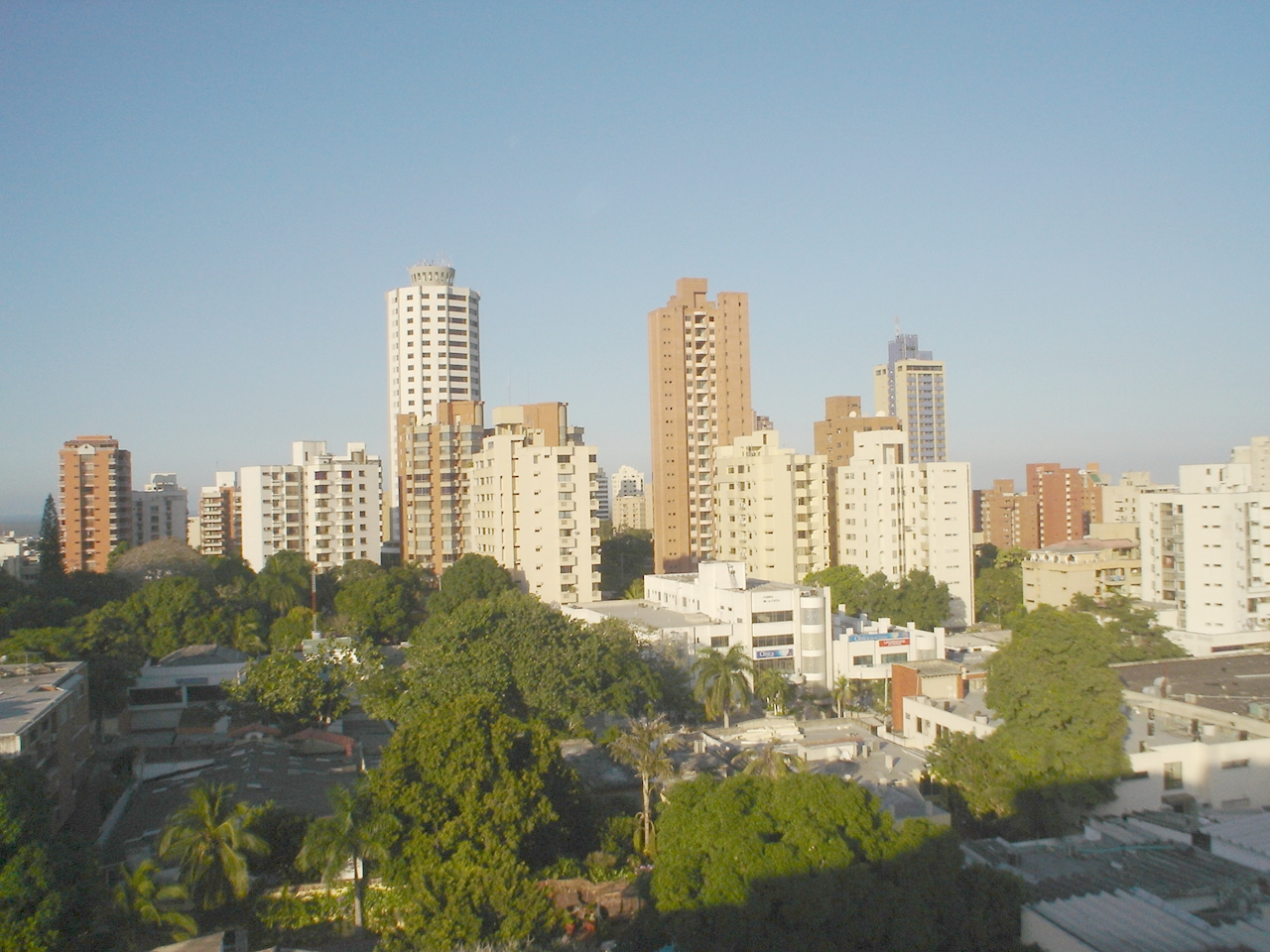
Barranquilla

Cele mai importante orașe ale Columbiei sunt considerate cele mai dezvoltate localități în plan politic, economic, industrial, cultural, urbanistic. O rivalitate amicală între câteva orașe ca Medellín, Cali, Pereira și Manizales există, deoarece pretind a fi cei mai buni din zonă, dar clasificarea s-a făcut după nivelul de dezvoltare al mai multor parametri și indici (economie, cultură, educație), din această cauză cele mei importante orașe ale țării au fost clasificate astfel:
1. Bogotá (2600 metros más cerca de las estrellas – 2600 m mai aproape de stele)
2. Medellín (La ciudad de la eterna primavera – Orașul eternei primăveri)
3. Barranquilla (La puerta de oro de Colombia – Poarta de aur a Columbiei)
4. Cali (La sucursal del cielo – Sucursala cerurilor)
5. Cartagena (La heroica  – Eroica)
6. Pereira (La querendona, trasnochadora y morena – Frumoasa brunetă fără somn)
7. Bucaramanga (La ciudad bonita – Orașul frumos)
8. Manizales (La ciudad de las puertas abiertas – Orașul porților deschise)
9. Ibagué (La capital musical de Colombia – Capitala muzicală a Columbiei)
10. Cúcuta
11. Pasto (Ciudad Sorpresa – Orașul surpriză)
12. Armenia, Columbia (La Ciudad Milagro – Orașul miracol)
13. Villavicencio (Puerta del llano – poarta din câmpii)
14. Valledupar (Capital mundial del vallenato – Capitala mondială a vallenato)